# 이병기 (건축가)
이병기는 대한민국의 건축 연구가이다. 주요 연구 분야는 안토니 가우디의 건축이다.

## 활동
서울시립대학교와 카탈루냐 공과대학에서 건축을 공부했다. 2013년 부산국제건축문화제 가우디 특별전 기획위원, 2015년 예술의전당 한가람 미술관 가우디전 자문위원, 정의당 광진구위원회 건축도시 자문위원 등으로 활동했다. 번역한 책으로 《가우디 노트 1: 장식》, 《가우디 1928》등이 있다.

## 방송
- 2023년 EBS 세계테마기행[4]
- 2016년 Ktv 과학톡 사이언스 배틀